# Friedrich Trendelenburg
Friedrich Trendelenburg (Berlijn, 24 mei 1844 – aldaar, 15 december 1924) was een Duitse chirurg en zoon van de filosoof Friedrich Adolf Trendelenburg. Een aantal medische behandelingen en terminologieën werden naar hem genoemd.
Trendelenburg werd geboren in Berlijn en studeerde medicijnen aan de Universiteit van Glasgow en de Universiteit van Edinburgh. Hij rondde zijn studies af onder Bernhard von Langenbeck en ontving zijn bul in 1866. Hij beoefende geneeskunde aan de Universiteit van Rostock en de Universiteit van Bonn, en werd hoofdchirurg aan de Universiteit van Leipzig.
Trendelenburg was geïnteresseerd in de geschiedenis van de chirurgie. Hij richtte in 1872 de Duitse Vereniging voor Chirurgie op.
Hij overleed in 1924 aan kanker van de onderkaak, op 80-jarige leeftijd.

## Trendelenburgligging
Trendelenburg is waarschijnlijk het bekendst om zijn trendelenburgligging, waarbij een patiënt op een achterover gekanteld bed wordt gelegd dat ervoor zorgt dat zijn hoofd zich lager bevindt dan zijn voeten. Trendelenburg gebruikte deze techniek voor het eerst voor een buikoperatie, waardoor de buikorganen niet op het operatiegebied drukten. Deze houding wordt ook gebruikt wanneer patiënten tijdens een ingreep (dreigen) flauw (te) vallen.

## Trendelenburgcanule
Hij is ook bekend om de uitvinding van de trendelenburgcanule, een canule gebruikt gedurende een operatie van het strottenhoofd om het slikken van bloed door de patiënt tijdens de operatie te voorkomen.

## Pulmonaire embolectomie
Tendelenburg was geïnteresseerd in het operatief verwijderen van longembolieën. Zijn student Martin Kirschner, verrichtte de eerste succesvolle pulmonaire embolectomie in 1924, kort voor Trendelenburgs overlijden.

## Spataderen
Trendelenburg vond een behandeling uit voor spataderen. Deze werd bekend als de trendelenburg-operatie, ofschoon deze naam ook wordt gebruikt voor de pulmonaire embolectomie.

## Trendelenburgproef
Dit is een test voor spataderen alsook een om de heupmobiliteit te meten.

## Brodie-trendelenburg-percussietest
Ook toegeschreven aan Benjamin Collins Brodie, is een test voor incompetente kleppen in oppervlakkige aderen.

## Trendelenburggang
De trendelenburggang is een teken van congenitale dislocatie van de heup.